# Kysibl (přírodní památka)
Přírodní památka Kysibl se rozprostírá 2,6 kilometru jihovýchodně od obce Rancířov podél pravostranného přítoku Blatnice a při západním až severním úpatí kopce Kysibl v katastrálním území obce Rancířov v nadmořské výšce 445–470 metrů. Leží ve východním cípu Jihočeského kraje na hranici s krajem Jihomoravským. Území se nalézá ve fytogeografickém okresu Moravské podhůří Vysočiny spadajícím do fytogeografického obvodu Českomoravského mezofytika.

## Charakteristika území

### Přírodní poměry
Meliorace, špatné nebo žádné hospodaření na okolních polích a tím i živiny spláchnuté z povrchu polí se podepsaly na míře narušení půd a rostlinného porostu. Jen díky celkem nekompromisnímu postoji k obhospodařování zemědělských půd v posledních letech a odlehlé poloze enklávy se podařilo zachovat nebo dokonce obnovit její luční porosty. V případě PP Kysibl se jedná o nehlubokou, úzkou údolní nivu u pramene pravostranného přítoku Blatnice.

### Geologie a hydrologie
Muskovit biotitická pararula v metamorfním moldanubiku a částečně menší oblasti amfibolitu nevybočují z geologického podloží zmíněného mikroregionu. V prostoru nivy je podloží překryto kvartérními hlinitopísčitými deluviofluviálními sedimenty. Kysibl je součástí pramenné oblasti pravostranného přítoku Blatnice v povodí řeky Dyje.

## Flóra

### Význam lokality
Na lokalitě bylo nalezeno 173 taxonů cévnatých rostlin. Jedenáct taxonů je registrováno v Červeném seznamu České republiky, z toho pět taxonů z kategorie druhů ohrožených. Dva druhy jsou chráněné zákonem v rámci vyhlášky MŽP ČR č. 395/1992.
- bledule jarní (Leucojum vernum)

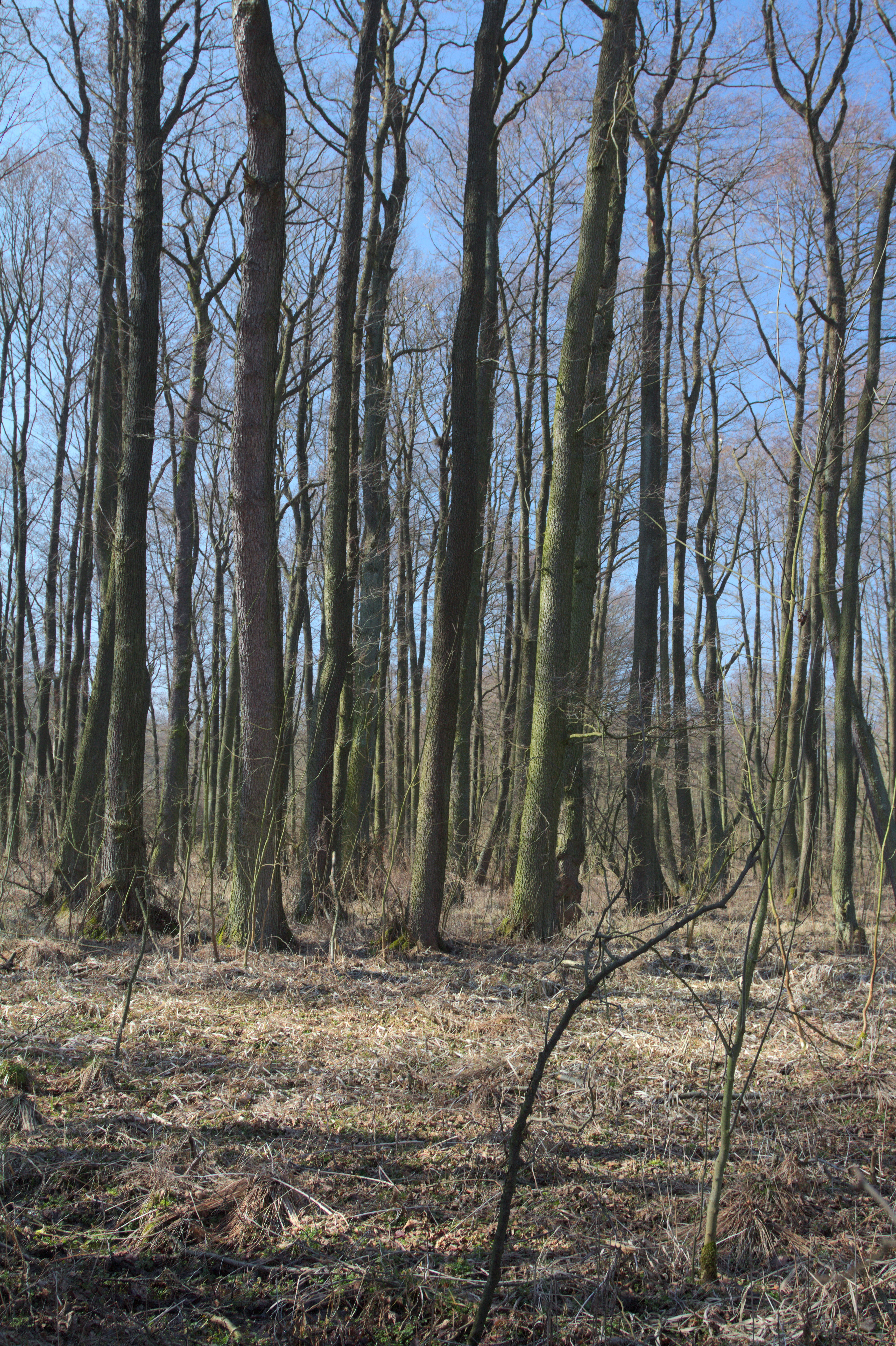
PP Kyslibl

- upolín nejvyšší (Trollius altissimus)
- popenec chlupatý (Glechoma hirsuta)
- krtičník křídlatý (Scrophularia umbrosa)
- žluťucha lesklá (Thalictrum lucidum)
- lopuch hajní (Arctium nemorosum)
- potočník vzpřímený (Berula erecta)
- ostřice trsnatá (Carex cespitosa)
- kapraď podobná (Dryopteris expansa)
- hrušeň polnička (Pyrus pyraster)
- pastarček potoční (Tephroseris crispa)
- ocún jesenní (Colchicum autumnale)
- česnek medvědí (Allium ursinum)

## Vegetace
Na první pohled převažují lesní společenstva dubohabřin. Hájové porosty pak z niv přechází do olšového lesíka. Louky vytváří ucelené plochy vlhké vegetace a to podle druhu mokřadu nebo míry poškození. Celkově však převládají přírodně cenná společenstva.

### Pobřežní vegetace potoků
Vegetace u mělčiny potoka a bočního prameniště. Převažují plochy s potočníkem vzpřímeným (Berula erecta), v místech pramenišť namíchaný s pryskyřníkem plazivým (Ranunculus repens) a řeřišnicí hořkou (Cardamine amara) nebo s pomněnkou bahenní volnokvětou (Myosotis palustris subsp. laxiflora). Jedná se o ukázkovou pobřežní vegetaci malých vodních toků.

### Vegetace vysokých ostřic
Zde se jedná o převahu ostřice ostré (Carex acutiformis). Biotop se nachází pouze v místech nekosených, a to ojediněle. Jejich výskyt souvisí s kolísáním podzemní vody.

### Vlhké pcháčové louky
Vlhké pcháčové louky se vážou na bezlesá území po obou březích potoka. Na sušších místech jsou zastoupeny především pcháčem zelinným (Cirsium oleraceum), kakostem lučním (Geranium pratense), kakostem bahenním (Geranium palustre), bedrníkem větším (Pimpinella major) a travinami psárkou luční (Alopecurus pratensis), lipnicí obecnou (Poa trivialis) a ostřicí trsnatou (Carex cespitosa). Na jaře rozkvétá prvosenka vyšší (Primula elatior) a na konci léta ocún jesenní (Colchicum autumnale). Na jz. PP došlo v minulém režimu k mohutnému odvodnění a rekultivaci.
Vlhká místa s ostřicí trsnatou (Carex cespitosa) jsou chudší, ale o to více prorostlá vzácnějšími druhy. Narazíme na úpolín nejvyšší (Trollius altissimus), žluťuchu lesklou (Thalictrum lucidum), tužebník jilmový (Filipendula ulmaria), přesličku bahenní (Equisetum palustre), pryskyřník zlatožlutý (Ranunculus auricomus agg.), blatouch bahenní (Caltha palustris), lipnici obecnou nebo pcháč zelinný (Cirsium oleraceum). Do suššího prostoru bez kosení nastupují vysokobylinná lada s tužebníkem jilmovým.

### Mezofilní křoviny
Okraje hájků a luk zakončené křovinami jsou druhově bohaté, jako třeba na slivoň trnku (Prunus spinosa), hloh (Crataegus sp.), lísky (Corylus avellana), brslen evropský (Euonymus europaea) nebo kalinu obecnou (Viburnum opulus), i když hodně prorostlé bezem černým (Sambucus nigra).

### Mokřadní vrbiny
Vrbiny se na chráněném území vyskytují ojediněle, najdeme zde ale vrbu popelavou (Salix cinerea), a to především na rozvodněném území.

### Potoční olšiny
Hojně zastoupený biotop tvoří potoční olšiny. Hlavně na západě na sušším území, kde je potok mírně zakleslý, dominují olše lepkavá (Alnus glutinosa), dub letní (Quercus robur) a vrba křehká (Salix euxina). Na jaře rozkvétá v bylinném patře plicník lékařský (Pulmonaria officinalis), prvosenka vyšší (Primula elatior), vraní oko čtyřlisté (Paris quadrifolia), vzácně česnek medvědí (Allium ursinum). V létě zde najdeme válečku lesní (Brachypodium sylvaticum) a škardu hořkou (Crepis paludosa). Na této lokalitě je část přírodní památky poškozena úpravami vodních ploch a melioracemi.
Ve východní části lokality v mokrém lesíku při pravém břehu potoka se daří olši lepkavé (Alnus glutinosa) a jasanu ztepilému (Fraxinus excelsior). V bylinném patře roste krabilice chlupatá (Chaerophylum hirsutum), řeřišnice hořká (Cardamine amara), vzácně bledule jarní (Leucojum vernum), na jaře plicník lékařský (Pulmonaria officinalis), prvosenka vyšší (Primula elatior) a  vraní oko čtyřlisté (Paris quadrifolia), vzácně i česnek medvědí (Allium ursinum) a v létě válečka lesní (Brachypodium sylvaticum) se škardou hořkou (Crepis paludosa).

### Hercynské dubohabřiny
Hercynské dubohabřiny zastupuje na území PP dub letní (Quercus robur) a namíchaný habr (Carpinus betulus). Keřové patro je velmi pěkně vyvinuto. Spatříme lísku (Corylus avellana), zimolez pýřitý (Lonicera xylosteum), hloh (Crataegus sp.), řešetlák počistivý (Rhamnus cathartica), svídu krvavou (Cornus sanguinea) i brslen evropský (Euonymus europaea). Bylinné patro je hlavně na jaře místem pro kokořík mnohokvětý (Polygonatum multiflorum), orsej jarní (Ficaria verna), sasanku hajní (Anemone nemorosa), kostival hlíznatý (Symphytum tuberosum), bažanku vytrvalou (Mercurialis perennis), ptačinec velkokvětý (Stellaria holostea) a plicník lékařský (Pulmonaria officinalis), skoro vzácně jaterník podléšku (Hepatica nobilis) či konvalinku vonnou (Convalaria majalis). V létě už najdeme jen válečku lesní (Brachypodium sylvaticum) nebo třeba lipnici hajní (Poa nemoralis).

### Odvodněné a ruderalizované louky
Malá část na jihozápadě byla masivně zničena hlubokou meliorací, dohnojena, přiseta a její letité nesečení trvá. Udržel se převážně kakost luční (Geranium pratense) a pcháč zelinný (Cirsium oleraceum), trávy zastupuje psárka luční (Alopecurus pratensis) a srha laločnatá (Dactylis glomerata), na jaře po obvodě prvosenka vyšší (Primula elatior) a plicník lékařský (Pulmonaria officinalis). Místo je přirozeně ruderalizované kopřivou dvoudomou (Urtica dioica) a šťovíkem tupolistým (Rumex obtusifolius).

### Jehličnaté lesní kultury
Výsadby jehličnatých kultur se objevují málo, většinou mají podobu neduživého smrku (Picea abies) a modřínu (Larix decidua). Bylinné patro je ochuzené.

### Nálety pionýrských dřevin
Nálety se vyskytují maloplošně v podobě křovin nebo topolu osiky (Populus tremula) a břízy bělokoré (Betula pendula).

## Doporučení pro ochranu
Vzhledem k tomu, že Kysibl je jedno z posledních relativně zachovalých enkláv vázaných na nivy potoků a potůčků nebo vyvěrajících pramenišť jižních Čech a jihozápadní Moravy, je nutné dodržovat sjednanou kontrolu a nastavená pravidla ochrany přírody:
- Na místech nelesních společenstev je žádoucí zachovat pravidelnou seč a následné odklizením pokosené biomasy,[7]
- lesní vegetaci částečně prosvětlit a strukturovat,
- ponechat maximální množství odumírající a mrtvé dřevní hmoty v lesních porostech,
- ale hlavně zamezit splachům z okolních polí poškozující luční biotopy.
- O PP Kysibl se stará Agentura ochrany přírody a krajiny ČR.

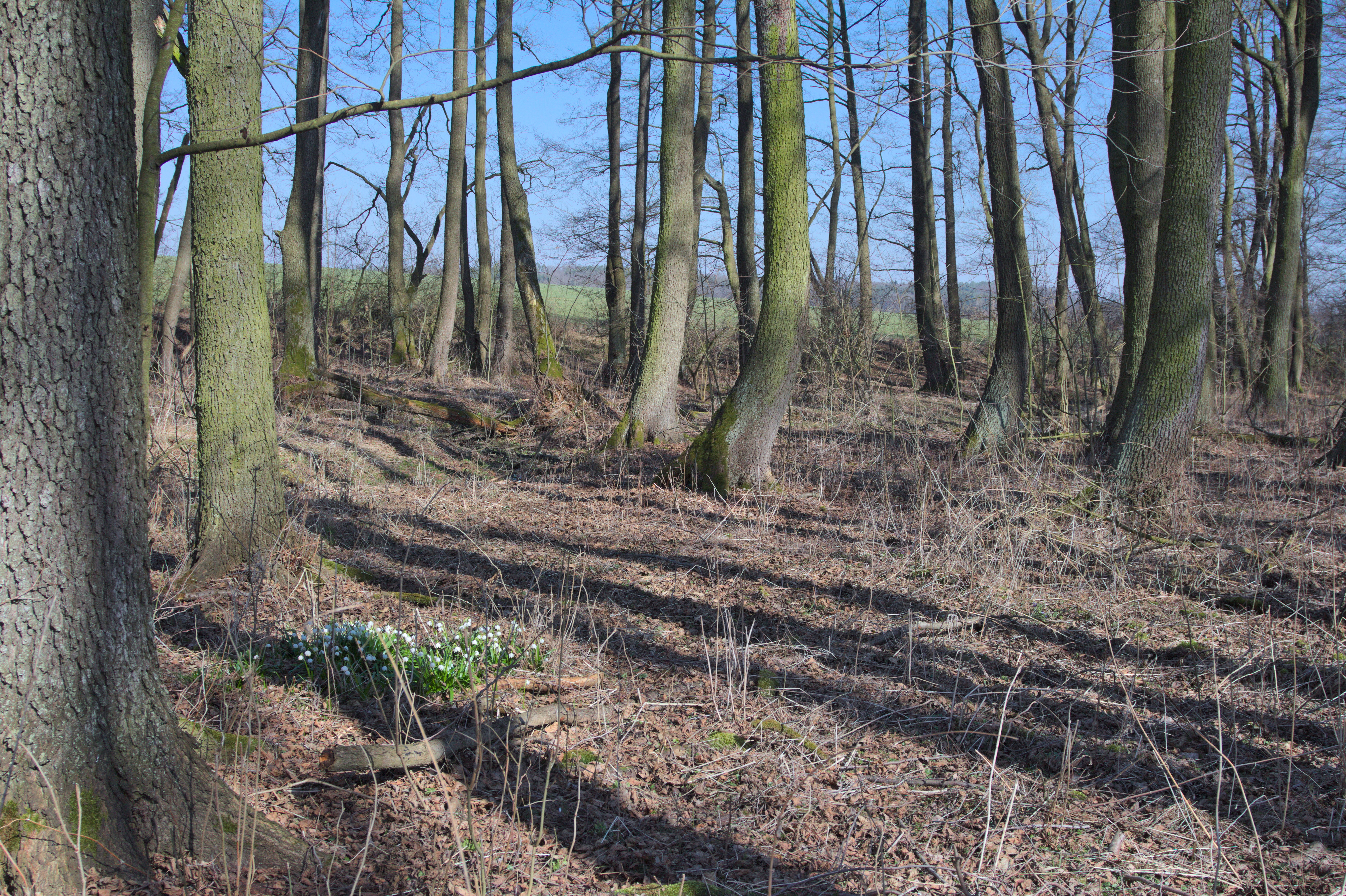
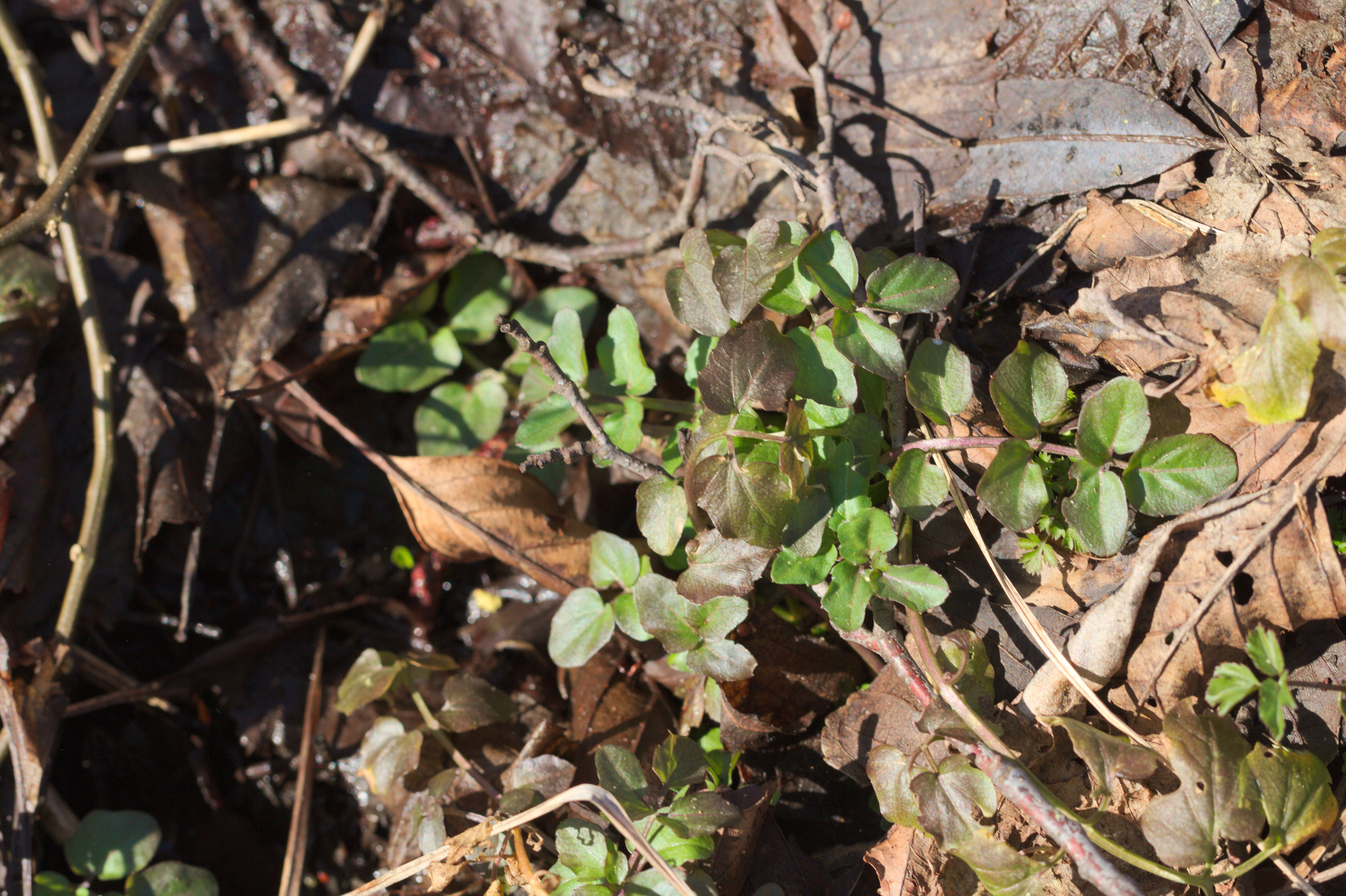
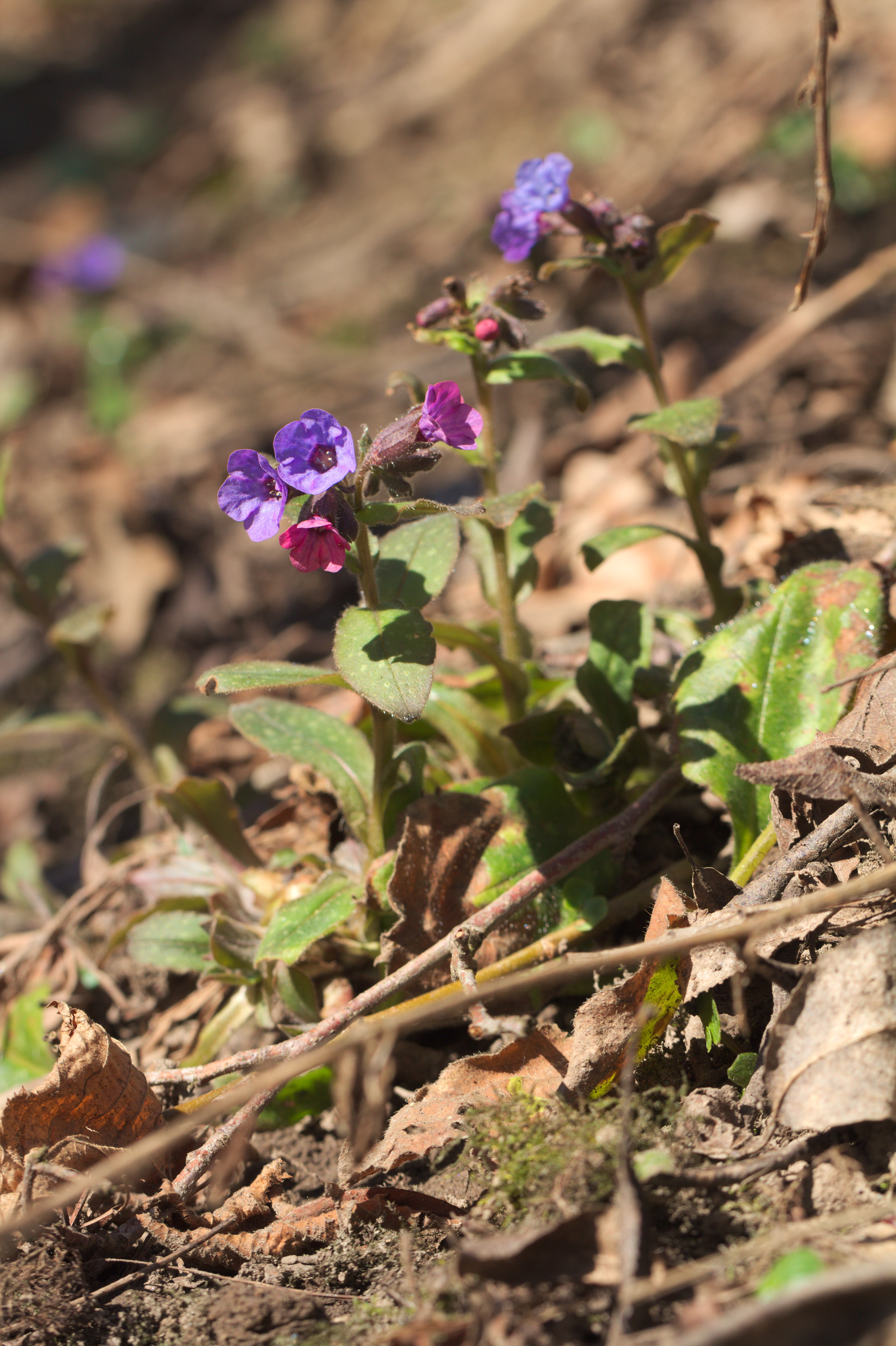
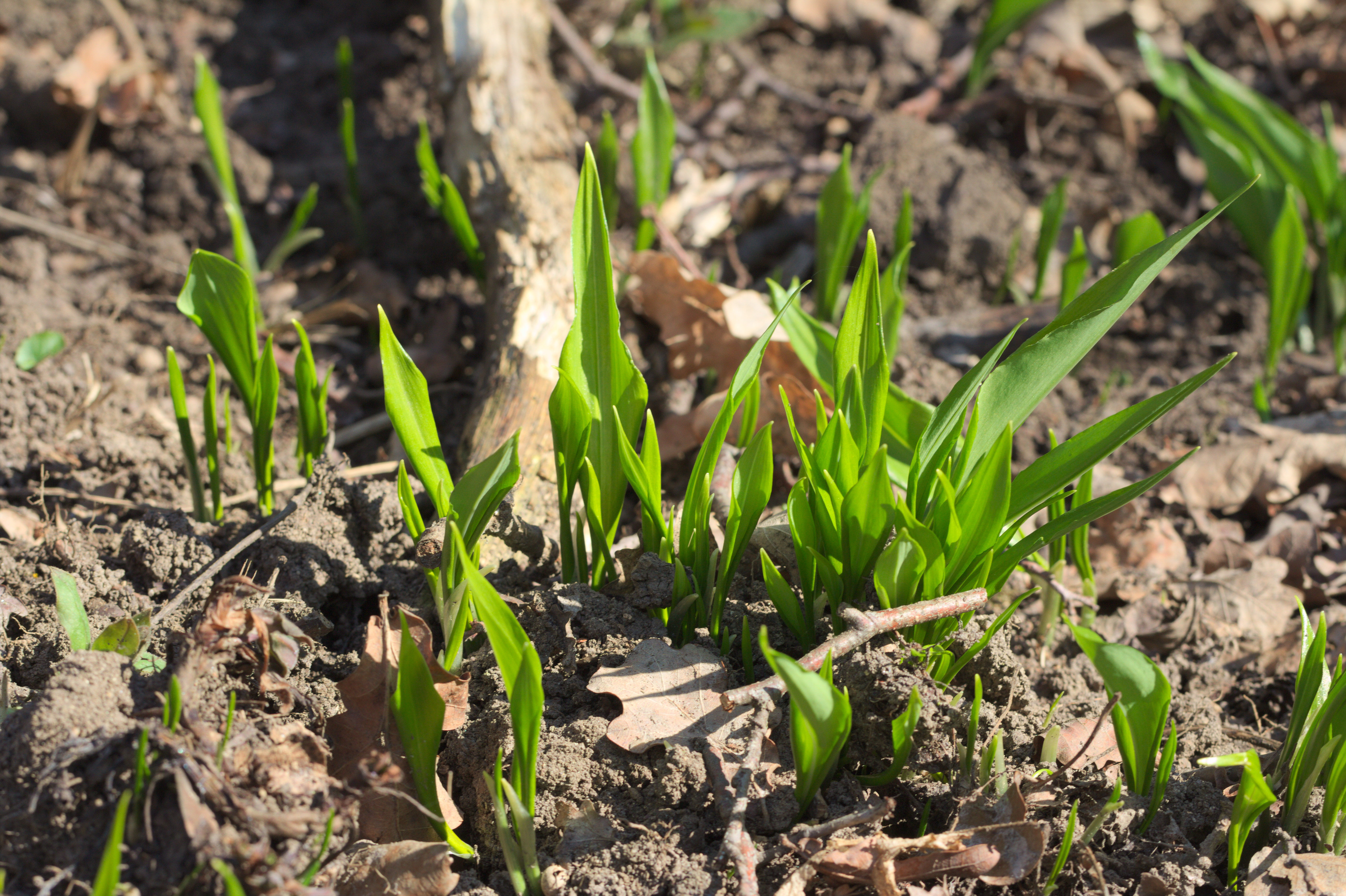
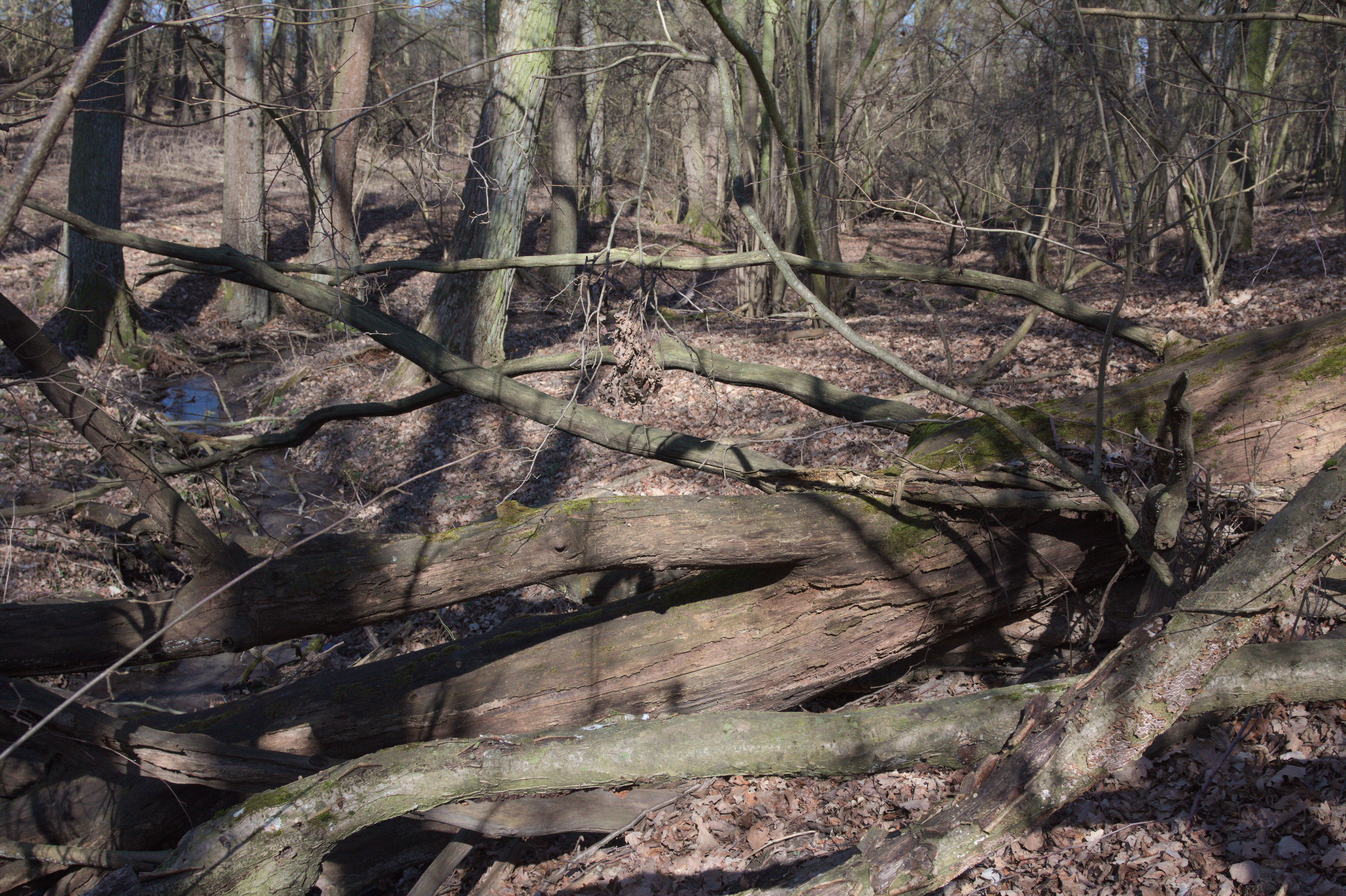